# Sanna Stén
Sanna Stén, finska veslačica, * 20. maj 1977, Lohja.
Sténova je kot članica finskega lahkega dvojnega dvojca na Poletnih olimpijskih igrah 2008 v Pekingu osvojila srebrno medaljo.  